# Hein’s Mühle

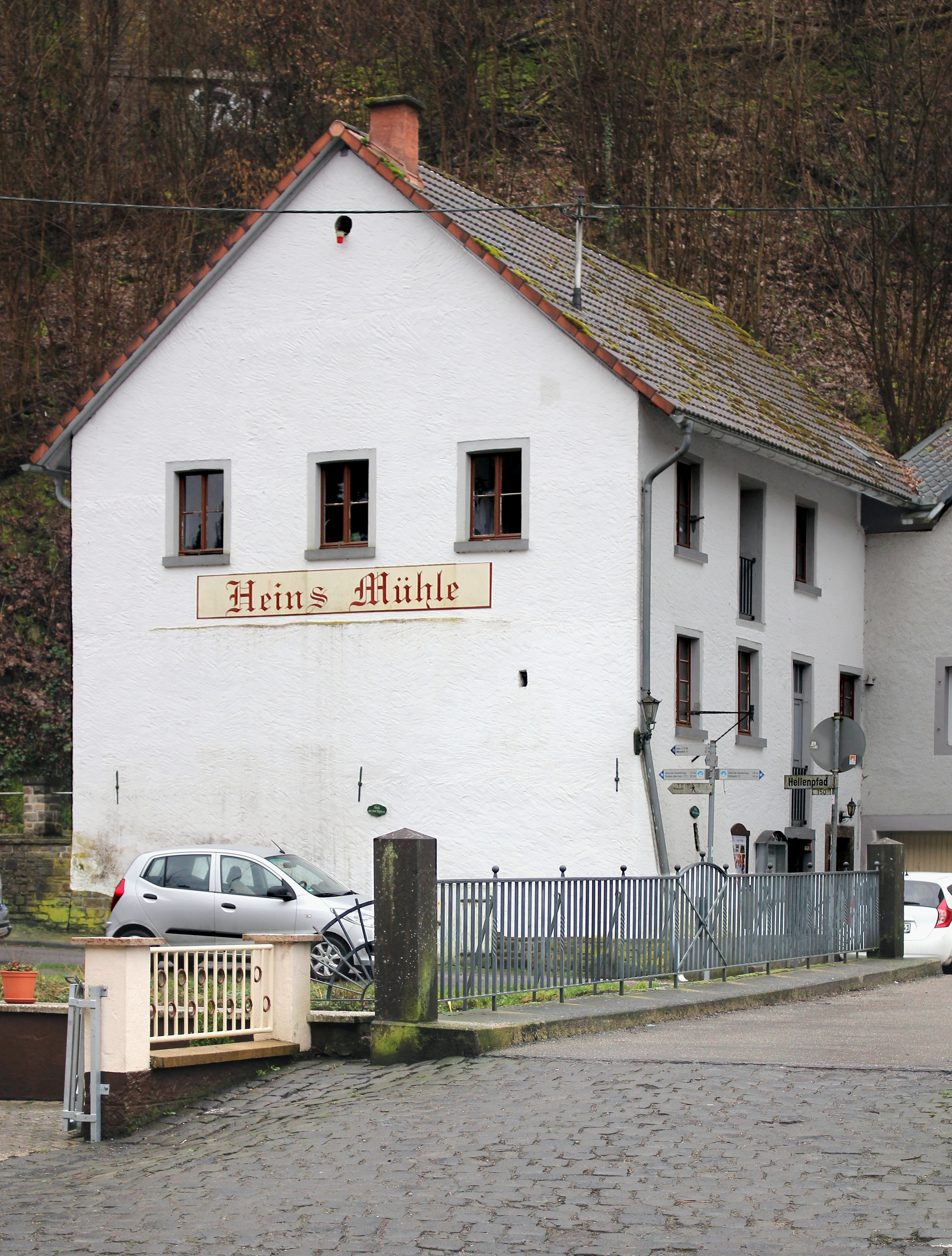
Hein’s Mühle

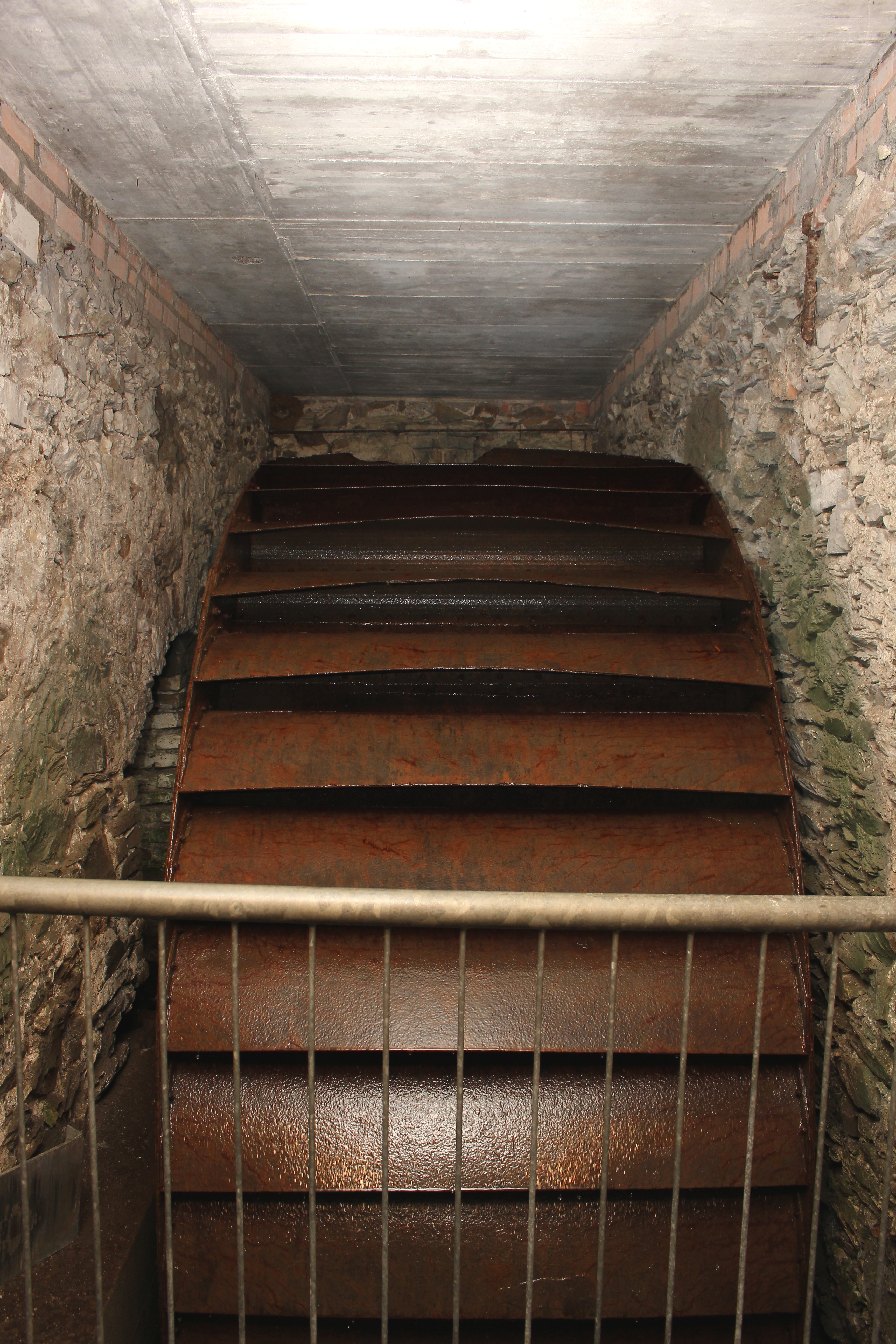
Mühlrad aus Eisen

Hein’s Mühle, auch Neumühle genannt, ist eine Wassermühle am Brexbach in Sayn, deren Anfänge in der Mitte des 16. Jahrhunderts vermutet werden. Wahrscheinlich war sie ursprünglich eine Ölmühle.
In den Jahren 1806 bis 1813 ließ sie Graf Clemens Wenzeslaus von Boos-Waldeck (1773–1842) als damaliger Eigentümer zur Tabaksmühle und 1816 zur Kornmühle umbauen.

## Seit 1898 im Besitz der Familie Hein
Nach drei Eigentümerwechseln, darunter Ludwig Fürst zu Sayn-Wittgenstein-Berleburg (1799–1866), kauften die Eheleute Paul und Elisabeth Hein aus Seifrodau in Schlesien 1898 die später nach ihnen benannte Mühle und bauten sie zu einem Mühlenkomplex mit einer zu dieser Zeit modernen Mahlanlage aus. Unter anderem ersetzte der Müller das hölzerne Mühlrad durch ein 1,40 Meter breites und im Durchmesser 3,80 Meter großes Eisenrad mit 48 Schaufeln. Außerdem wurde ein Wohnhaus mit einem Backhaus errichtet. 1924 verpachtete Hein die Bäckerei an den Bäcker Peter Geisbüsch aus Roes und leitete nur noch die Mühle. Er starb am 27. Mai 1935.

## Ende des Mahlbetriebs im April 1961
Ende 1958 wurde der Mahlbetrieb in Hein’s Mühle weitgehend und im April 1961 endgültig eingestellt. Die Witwe Elisabeth Hein übergab das Anwesen an ihre Kinder, die es an Werner und Käthelies Geisbüsch verkauften. 1982 sollten die Gebäude abgerissen werden, wurden jedoch unter Denkmalschutz gestellt. Im Dezember 1984 ersteigerte der 21-jährige Bäckermeister Werner Kleudgen die Mühle und eröffnete im Februar 1985 gegenüber ein Café. Die Mühle instand zu setzen erwies sich für ihn jedoch als zu aufwendig und kostspielig.

## Restaurierung und Eröffnung als Mühlenmuseum

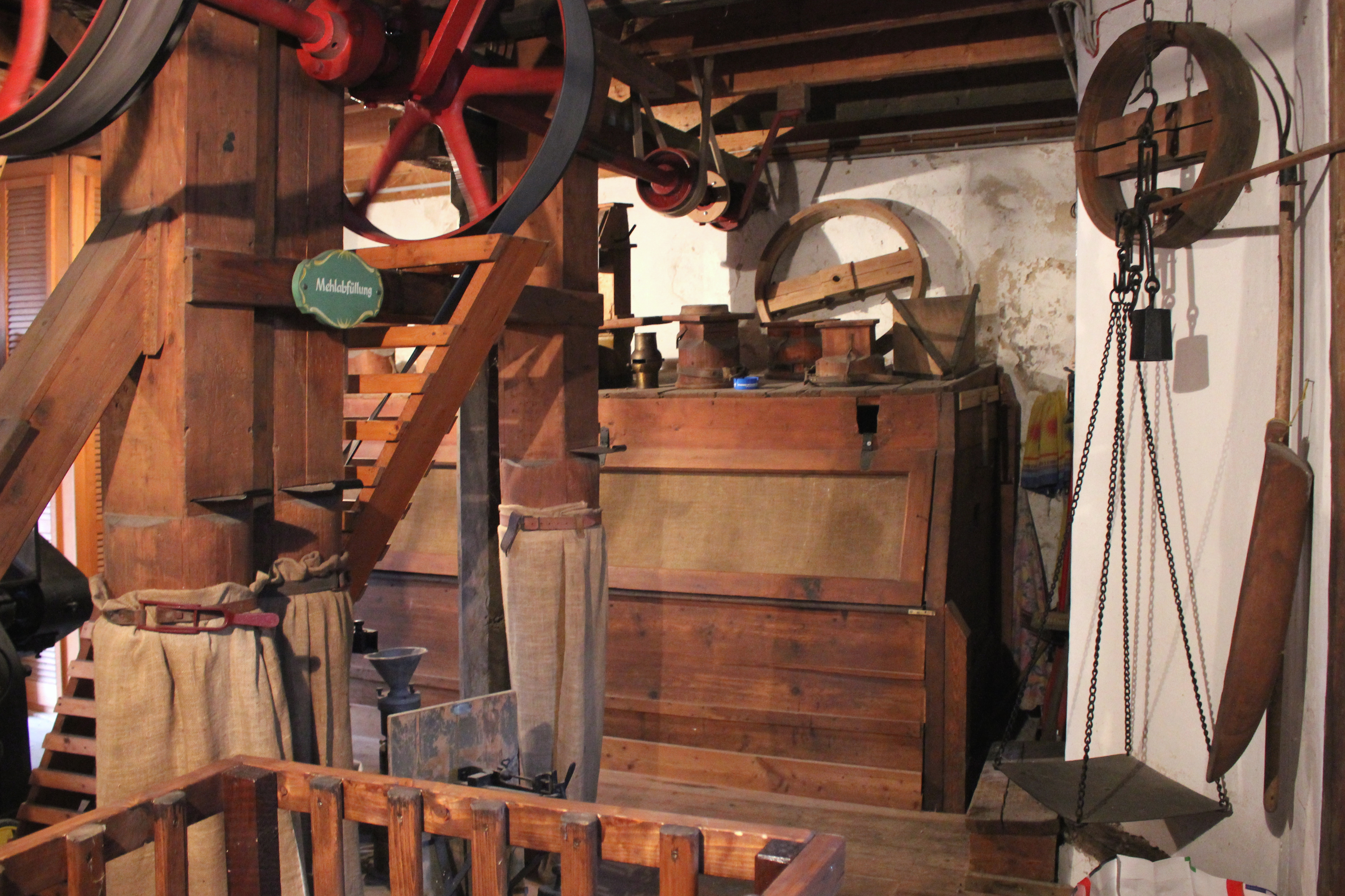
Mehlabfüllung

1986 kaufte die Stadt Bendorf Hein’s Mühle. In den folgenden Jahren arbeiteten drei „Sayner Mühlenmänner“ an dem Objekt, damit „Kinder Mühlen nicht nur noch aus Büchern kennen lernen.“ Schwierigste Maßnahme war es 1987, den morsch gewordenen Wellbaum des Mühlrads im Inneren des Gebäudes auszutauschen. Der aus einem Holzstamm gefertigte neue Wellbaum hat einen Durchmesser von 50 Zentimetern und ist 2,80 Meter lang.
Im August 1987 wurde die vom „Förderkreis Hein’s Mühle“ betreute Mühle als Mühlenmuseum mit voll funktionsfähigem Mahlgang eröffnet und ist sonntags sowie auf Anfrage auch an anderen Tagen für Interessierte zugänglich. Nach Angabe des Förderkreises kamen in den ersten zwei Monaten nach der Eröffnung 1517 „offiziell“ gezählte Besucher. Am 8. Mai 1990 wurden die „Sayner Mühlenmänner“ Fritz Bode, Franz Lenßen und Emil Holler mit dem Wappenteller des Landes Rheinland-Pfalz ausgezeichnet. 1995 erhielten sie den Kulturpreis der Stadt Bendorf.